# Prvenstvo Hrvatske u nogometu za pionire 2001./02.
Pionirski prvaci Hrvatske u nogometu za sezonu 2001./02. su bili nogometaši Dinama iz Zagreba.

## Prvi rang
Prvo je igrano po regijama HNS-a, a potom završnica u koju su se plasirali prvaci regija jednokružnim liga-sustavom.

### Završnica
Igrano od 23. do 26. lipnja 2002. u Tuheljskim Toplicama.
| mj | klub             | ut | pob | ner | por | gol+ | gol- | bod |
| -- | ---------------- | -- | --- | --- | --- | ---- | ---- | --- |
| 1. | Dinamo Zagreb    | 4  | 4   | 0   | 0   | 8    | 1    | 12  |
| 2. | Varteks Varaždin | 4  | 2   | 1   | 1   | 9    | 5    | 7   |
| 3. | Hajduk Split     | 4  | 2   | 0   | 2   | 3    | 4    | 6   |
| 4. | Rijeka           | 4  | 0   | 2   | 2   | 4    | 5    | 2   |
| 5. | Osijek           | 4  | 0   | 1   | 3   | 3    | 10   | 1   |